# Apaté
Apaté (řecky Απάτη)  je v řecké mytologii bohyně klamu a sám klam, její římské jméno je Fraus. Zrodila ji bez otce bohyně temné noci Nyx. Její dvojče je Dolos, démon lží a lstí, a jejím protějškem je Aletheia, duch pravdy. 
Apaté vychází z temnot na zem i mezi bohy na Olymp. Proti její moci je bezradný a bezmocný nejenom každý člověk, ale i každý bůh, i sám Zeus. Tím se v mnohém podobá svým sourozencům, kterých je mnoho: Moros- zhouba, Dolos – lest, Hémerá – bohyně jasného dne, Hesperidky – hlídají Héřina zlatá jablka, Thanatos – bůh smrti, Hypnos – bůh spánku, Kéry – bohyně smrti, zejména násilné, Momós – bůh viny, Oizys – bohyně bídy a deprese, Arethúsy – tři nymfy západu, Phanatasos – nadreál, Philates – bohyně sexu a přátelství, Eris – svár, Geras – stáří, Nemesis – pomsta, Moros – zkáza, Charón – převozník mrtvých, Aithér – bůh jasného světla, Lyssa – bohyně šíleného vzteku a vztekliny, Moiry – tři bohyně osudu (Klóthó, Lachesis, Atropos), Styx- zosobněním řeky Styx. Většina bytostí, zplozených Nyktou, přebývá s ní v říši temna a hrůzy spojené se smrtí. 
Apaté je popisována s hnědými vlasy a jantarovýma očima. Symboly bohyně Apaté jsou plesová maska, had a zlatý pás, na kterém jsou zavěšeny všechny lži, klamy a podvody světa.
Afrodíta údajně měla holubici, kterou také pojmenovala Apate.

## Legenda
Když se Zeus zamiloval do thébské princezny Semelé a čekal s ní dítě, jeho manželka Héra se o tom dozvěděla a velmi se rozzlobila, ale nevěděla si rady a šla za bohyní Apaté, aby jí poradila. Apaté jí půjčila svůj zlatý pás a řekla, ať ho dá princezně Semelé. Héra to  udělala, a když Zeus přišel za Semelé, princezna ovlivněná páskem a přáním Héry požádala Dia, aby se jí ukázal ve své božské podobě. On tak udělal, ale blesky provázející jeho proměnu Semelé zabily. Zeus pro ni truchlil a z lůna jí vyňal ještě nenarozeného Dionýsa, kterého pak sám donosil.
Jednou se ale Apaté pokusila zatemnit Diovu mysl. Tento pokus se jí podařil, ale jakmile na to Zeus přišel, vyhnal ji na Krétu. Žila v kopcích nedalekého přístavního města Amnisos, kde žilo i mnoho podvodníků, obzvlášť se jí líbilo, že nedaleko stojí falešná hrobka Dia.
Byla také jedním ze zlých duchů, které Pandora vypustila z Pandořiny skříňky.
Podle Luciana měla chrám ve městě Snů.